# David Wijnveldt
David Wijnveldt (Jember, Índies Orientals Neerlandeses, 15 de desembre de 1891 - Zutphen, Gelderland, 28 de març de 1962) va ser un futbolista neerlandès que va competir a començament del segle xx. Jugà com a defensa i en el seu palmarès destaca la medalla de bronze en la competició de futbol dels Jocs Olímpics d'Estocolm, el 1912.
Pel que fa a clubs, jugà al Koninklijke UD entre 1911 i 1914. A la selecció nacional jugà 12 partits, en què no marcà cap gol. Debutà contra la selecció de Suècia el juny de 1912 i el darrer partit contra Dinamarca el maig de 1914